# Belonogaster jordani
Belonogaster jordani är en getingart som beskrevs av Richards 1982. Belonogaster jordani ingår i släktet Belonogaster och familjen getingar. Inga underarter finns listade.